# 埃尔温·鲍尔
埃尔温·鲍尔（Erwin Baur，1875年4月16日—1933年12月2日）是德国遗传学家和植物学家。鲍尔主要从事植物遗传学的研究。他曾任德国威廉育种研究所（马克斯·普朗克植物育种研究所前身）所长。鲍尔被认为是植物病毒学之父。质体的遗传就是由其發現。
1908年，鲍尔發現了金鱼草属中的致死基因。1909年，他在研究天竺葵的叶绿体基因时，发现它们违反了孟德尔五定律中的四条。